# Prensa Islámica Afgana
La Prensa Islámica Afgana (AIP en inglés) es una agencia de noticias privada e independiente que está acuartelada en Pakistán. Durante la existencia del régimen talibán fue usado frecuentemente por miembros que han hecho declaraciones.
La agencia fue usada frecuentemente como fuente de información durante la invasión de los Estados Unidos a Afganistán en el año 2001.